# E772号線
E772号線 (E772ごうせん、英: European route E772) はブルガリアにあり、ヤブラニツァ – シュメンを結ぶ、欧州自動車道路のBクラス幹線道路。

## 経路
- ブルガリア
  - E83号線 – ヤブラニツァ
  - E85号線 – ヴェリコ・タルノヴォ
  - E70号線 – シュメン